# Чарлз Френсис Хол
Чарлз Френсис Хол (на английски: Charles Francis Hall) е американски арктически изследовател, етнограф, писател.

## Ранни години (1821 – 1859)
Роден е през 1821 година в щата Върмонт, САЩ, но още като дете родителите му се преместват в Рочестър, Ню Хемпшир, където е даден за чирак при един ковач. През 1840 се жени и през 1849 със семейството си се премества в Синсинати, Охайо. Там става гравьор, след това редактор на два малки вестника и накрая става ловец на тюлени в полярните райони.
От 1857 Хол започва да се интересува от Арктика и през следващите няколко години изучава докладите на предишни изследователи. Когато през 1859 информацията за откритията на Френсис Макклинток и Уилям Хобсън достигат до САЩ, Чарлз Хол в своите малки вестници публикува редица статии и доклади, в които убеждава своите съотечественици да продължат търсенето на Джон Франклин и неговите спътници, тъй като е възможно някои от тях все още да са живи. За тези си твърдения той се позовава на мнението на известния полярен изследовател Илайша Кент Кейн: „Където могат да живеят ескимоси, там могат да живеят и бели хора...“ и Хол се опитва да събере пари за експедиция, предназначена основно да научи съдбата на изгубената експедиция на сър Джон Франклин.

## Експедиционна дейност (1860 – 1871)
От 1860 до 1871 провежда три експедиции в Канадския Арктичен архипелаг.

### Първа арктическа експедиция (1860 – 1863)
През 1860 г. Хол започва своята първа експедиция, като тръгва от Ню Бедфорд, Масачузетс, с китоловния кораб „Джордж Хенри“ с капитан Сидни Будингтън. Достигат до остров Бафинова земя, където са принудени да зимуват. На следващата година достига брега на залива Фробишър, като следва ескимоския начин на живот и изследва п-ов Хол в югоизточната част на остров Бафинова земя. Неоценима помощ му оказват семейството ескимоси Джоузеф и Хана Ебербинг, като ги взема със себе си в САЩ и ги включва като преводачи в организираната от него нова експедиция.

### Втора арктическа експедиция (1864 – 1869)
От 1864 до 1869 възглавява експедиция за търсене на изчезналата експедиция на Джон Франклин. Изследва североизточната част на сегашната канадска провинция Киватин. По време на двете си експедиции живее като ескимос и се прехранва с лов и риболов.
През 1864 Хол и семейство Ебербинг с китобоен кораб се отправят в протока Рос Уелкъм и зимуват в залива Уейджър, на брега на който си построяват ескимоско иглу. През лятото на 1865 те се прехвърлят през протока в залива Репалс и остават там четири години, като извършват походи в различни направления и разпитват местните ескимоси за изчезналата експедиция. Някои от ескимосите дават верни сведения за пунктовете, където те сами или техните близки са намерили трупове или скелети на моряци от експедицията, които са потвърдени от по-късните изследователи. Освен това, Хол събира голямо количество сребърни прибори за хранене и други предмети, принадлежали на участници в експедицията.
По време на последния си поход (април-юни 1869) Хол и Ебербинг посещават остров Кинг Уилям. На югоизточното му крайбрежие намират засипан със сняг скелет, а след това и пет гроба, показани им от ескимосите. През септември 1869 се завръща в САЩ.

### Последна експедиция и трагедия на „Поларис“ (1871 – 1873)
След като се връща от последната си експедиция Хол веднага се увлича в планове за достигане на Северния полюс. Той проявява изключителна активност и настойчивост и успява чрез морския министър Робсън да убеди Конгреса на САЩ да му отпусне голяма сума за организиране на морска експедиция към Северния полюс. За тази цел оборудва винтовия параход „Поларис“ (390 т) и включва в своята експедиция няколко опитни полярници, в т.ч. и семейство Ебербинг със своята 8-годишна дъщеря.
През 1871 плава от Бафиновия залив на север през протока Смит в басейна Кейн, където към експедицията се присъединява и участника в експедицията на Айзък Израел Хейс Ханс Хендрик с жена си и трите си деца. Оттам, през август 1871, през протока Кенеди „Поларис“ навлиза в басейна Хол, а след това през протока Робсън (открит от него) на 4 септември достига в море Линкълн до 82º 26` с.ш., след което се връща обратно и се установява на зимуване в залива Поларис на гренландския бряг на басейна Хол. През октомври Хол извършва поход на север от мястото на зимуване и на югоизток от протока открива п-ов Земя Хол (в Северозападна Гренландия), на североизток от него – залива Нюмън (81°45′ с. ш. 59°00′ з. д. / 81.75° с. ш. 59° з. д.), а на североизток от залива – п-ов Земя Нюебое (81°50′ с. ш. 56°00′ з. д. / 81.833333° с. ш. 56° з. д.).
Две седмици след своето завръщане от похода, на 8 ноември 1871 година, в началото на зимуването, Чарлз Хол умира от апоплектичен удар. За останалите участници в експедицията зимуването преминава успешно: запасите на кораба са достатъчно, прясно месо се доставя от ескимосите, а топливо от изхвърлените по брега от морето дървета. През пролетта на 1872 семейство Ебербинг открива спускащия се в югоизточния ъгъл на басейна Хол ледник Петерман. На 12 август 1872 „Поларис“ се отправя на юг и в същия ден жената на Хендрик ражда момченце, което кръщават Чарлз Поларис.
Корабът благополучно преминава през протока Кенеди, но в басейна Кейн е затиснат от ледовете и отнесен на юг в северната част на Бафиновия залив. По време на силна буря в нощта на 16 октомври 1872, на 77° 35' с.ш., „Поларис“ е затиснат от ледовете и започва да се накланя на една страна. В паниката хората спускат две лодки на леда, натоварени с продукти, дрехи, оръжие и топливо и отплават. Няколко минути след това ледът се пропуква и параходът отплава в тъмнината с останалите на борда 14 американци. На леда остават 19 души, от тях девет ескимоси – четирима възрастни и пет деца. Леденият блок с площ около 1 км2 продължава дрейфа си на юг. Ескимосите построяват от сняг няколко иглута, ловуват тюлени и моржове и се топлят с материала от една от лодките. През април 1873 ледения блок е изнесен от течения през протока Дейвис в Атлантическия океан и бързо започва да се троши и разпада и става все по-малък и по-малък. Хората се натоварват на единствената оцеляла лодка, с която достигат до друг леден блок, но и той скоро се разпада и това се повтаря няколко пъти. На 30 април 1873 на 53° 35' с.ш. коробокрушенците са забелязани от китоловен кораб и са спасени. По време на ледения дрейф, продължил шест месеца и две седмици, хората от „Поларис“ изминават над 2600 км по права линия, живеят в страшна тревога, през последния месец страдат от глад и студ, но всички оживяват благодарение на ескимосите.
Останалите на парахода 14 американци успяват да запушат пробойната в кораба и достигат до гренландското крайбрежие, където благополучно прекарват зимата. На 3 юни 1873 с построените две лодки от останките на кораба, поемат на юг покрай брега и след двадесет дни, на 76° с.ш., са спасени от китоловен кораб.

## Памет
Неговото име носят:
- басейн Хол (81°30′ с. ш. 63°00′ з. д. / 81.5° с. ш. 63° з. д.), между остров Елсмиър и Гренландия;
- езеро Хол (68°40′ с. ш. 82°17′ з. д. / 68.666667° с. ш. 82.283333° з. д.), в източната част на п-ов Мелвил, Северна Канада;
- залив Хол (70°54′ с. ш. 24°48′ з. д. / 70.9° с. ш. 24.8° з. д.), на Гренландско море на източното крайбрежие на Гренландия;
- нос Хол (75°22′ с. ш. 103°48′ з. д. / 75.366667° с. ш. 103.8° з. д.), на североизточния бряг на остров Байам Мартин, Канадски арктичен архипелаг;
- нос Хол (68°45′ с. ш. 81°13′ з. д. / 68.75° с. ш. 81.216667° з. д.), на източния бряг п-ов Мелвил, Северна Канада;
- остров Литъл Хол (62°31′ с. ш. 64°09′ з. д. / 62.516667° с. ш. 64.15° з. д.), в море Лабрадор, край югоизточния бряг на остров Бафинова земя, Канадски арктичен архипелаг;
- остров Хол (60°40′ с. ш. 173°06′ з. д. / 60.666667° с. ш. 173.1° з. д.), в Берингово море, Аляска;
- остров Хол (80°05′ с. ш. 58°00′ и. д. / 80.083333° с. ш. 58° и. д.), в южната част на архипелага Земя на Франц Йосиф;
- остров Хол (62°32′ с. ш. 64°12′ з. д. / 62.533333° с. ш. 64.2° з. д.), в море Лабрадор, край югоизточния бряг на остров Бафинова земя, Канадски арктичен архипелаг;
- о-ви Хол (66°21′ с. ш. 85°18′ з. д. / 66.35° с. ш. 85.3° з. д.), в залива Репалс, южно от п-ов Мелвил, Северна Канада;
- п-ов Земя Хол (81°35′ с. ш. 60°45′ з. д. / 81.583333° с. ш. 60.75° з. д.), в северозападната част на Гренландия;
- п-ов Хол (63°30′ с. ш. 66°00′ з. д. / 63.5° с. ш. 66° з. д.), в югоизточната част на остров Бафинова земя, Канадски арктичен архипелаг.